# Herrlisheim
Herrlisheim is een gemeente in het Franse departement Bas-Rhin (regio Grand Est). De plaats maakt deel uit van het arrondissement Haguenau. Herrlisheim telde op 1 januari 2022 4.701 inwoners.

## Geografie
De oppervlakte van Herrlisheim bedroeg op 1 januari 2022 14,38 vierkante kilometer; de bevolkingsdichtheid was toen 326,9 inwoners per km².

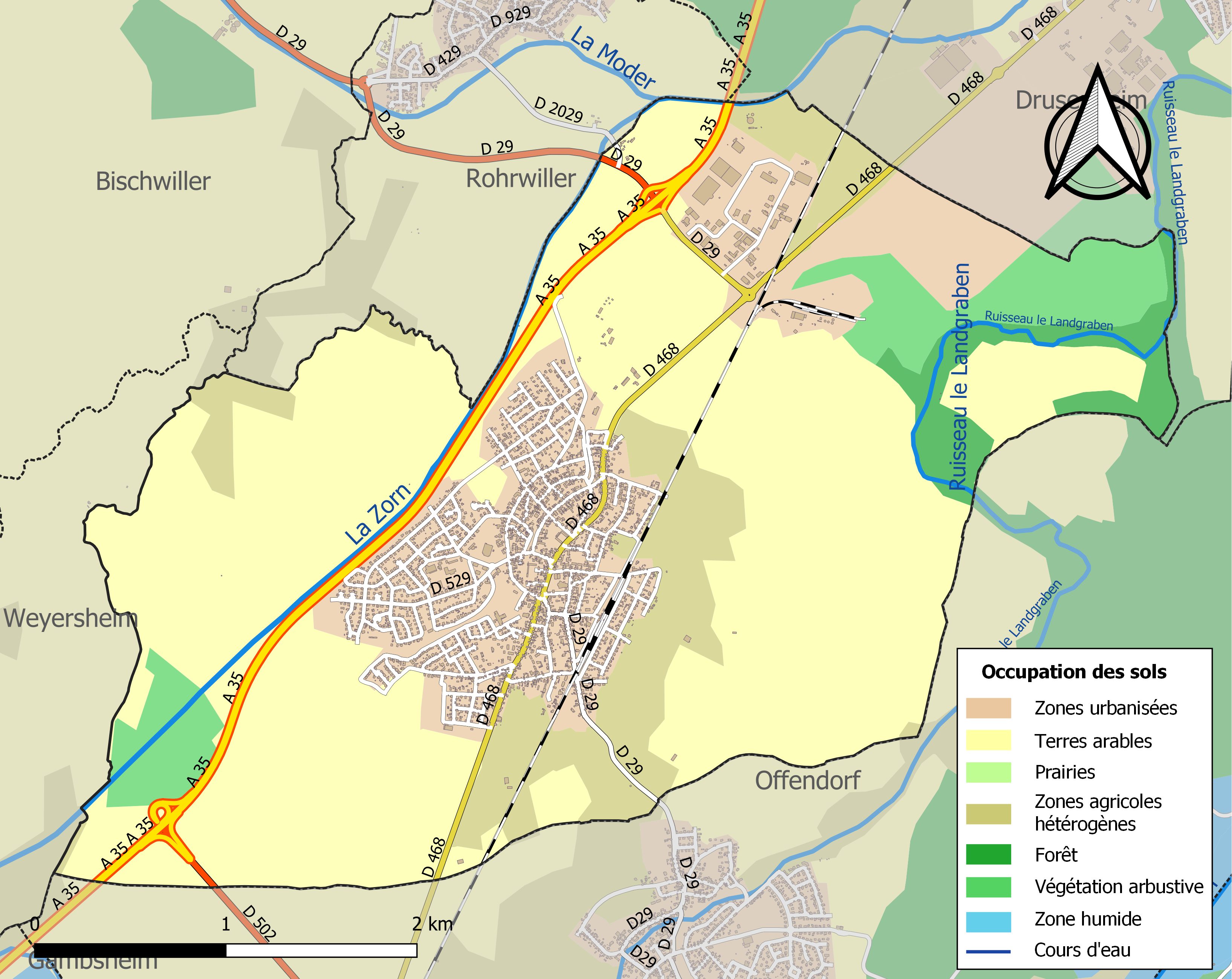
Kaart van de gemeente met de belangrijkste infrastructuur, bodemgebruik en omliggende gemeenten

## Demografie
Onderstaande figuur toont het verloop van het inwonertal (bron: INSEE-tellingen).